# Tín Hiệu Xanh
Tín Hiệu Xanh (Anh: Code Blue, Nhật: コード・ブルー -ドクターヘリ緊急救命) là một bộ phim truyền hình của Nhật Bản. Bộ phim xoay quanh cuộc sống của những bác sĩ và nhân viên y tế phục vụ trong một đơn vị cấp cứu sử dụng máy bay trực thăng. Mùa đầu tiên của phim được phát sóng trên Fuji TV vào 22 giờ tối thứ 5 hàng tuần từ ngày 3 tháng 7 năm 2008 đến 12 tháng 9 năm 2008. Mùa thứ hai sẽ được chiếu vào tháng 1 năm 2010.. Phim có sự tham gia của nam ngôi sao Yamashita Tomohisa.

## Mùa thứ nhất
- Tập 1: Sự quyết định
- Tập 2: Trách nhiệm
- Tập 3: Sự khẩn cấp
- Tập 4: Tình yêu của mẹ
- Tập 5: Quá khứ
- Tập 6: Tình yêu không toan tính
- Tập 7: Sự thú nhận
- Tập 8: Quyết định bất đắc dĩ
- Tập 9: Xương gãy
- Tập 10: Con tim rung động
- Tập cuối: Sự sống và cái chết

## Diễn viên
- Tomohisa Yamashita vai Kōsaku Aizawa
- Yui Aragaki vai Megumi Shiraishi
- Erika Toda vai Mihoko Hiyama
- Yōsuke Asari vai Kazuo Fujikawa
- Kiyoshi Kodama vai Yoshiaki Tadokoro
- Manami Higa vai Haruka Saejima
- Masanobu Katsumura vai Tadashi Morimoto
- Ryō vai Mitsui Kanna
- Toshirō Yanagiba vai Shūji Kuroda
- Susumu Terajima vai Hisashi Kaji
- Tetta Sugimoto vai Akira Saijo
- Shinji Hiwatashi vai Yasuyuki Anzai